# Batalha de Camuloduno
Batalha de Camuloduno (60 ou 61) foi uma grande vitória militar dos icenos e seus aliados sobre um exército imperial romano durante a revolta de Boudica contra a conquista romana da Britânia. Um grande vexillatio da IX Hispana foi destruído pelos rebeldes durante a luta. Na tentativa de libertar a colônia de Camuloduno (em latim: Camulodunum; moderna Colchester, em Essex), que estava cercada pelos celtas, legionários da IX Hispana, liderados por Quinto Petílio Cerial, foram atacados por uma horda de tribos britanas liderada pelos icenos. É provável que mais de 80% da infantaria romana tenha sido morta no combate. O evento foi relatado pelo historiador Tácito em seus "Anais".

## Contexto
Em 60 ou 61, a região sudeste da ilha da Britânia se levantou em revolta, liderada por Boudica, enquanto o governador romano, Caio Suetônio Paulino, estava em campanha em Gales. Os icenos receberam ajuda dos trinovantes e o primeiro alvo escolhido foi Camuloduno, a antiga capital trinovante que havia sido transformada em "colônia" para veteranos romanos. Tácito conta que o local tinha poucas defesas e a arqueologia confirma que suas fortificações militares teriam sido arrasadas neste mesmo período. Os colonos pediram ajuda par ao procurador Cato Deciano, que enviou apenas duzentos auxiliares para ajudar a cidade, que foi incendiada. O templo, onde os últimos defensores se refugiaram, aguentou mais dois dias até ser capturado. Todos foram massacrados.

## Batalha
A IX Hispana, comandada por Quinto Petílio Cerial, tentou levantar o cerco. É improvável que a legião inteira, que tinha aproximadamente 5000 legionários, tenha se envolvido na batalha. Destacamentos da legião guarneciam uma rede de pequenas fortalezas e, no curto espaço de tempo disponível, Cerial conseguiu convocar apenas a primeira coorte (e, provavelmente, outras duas), uma unidade de infantaria auxiliar e uns 500 cavaleiros — totalizando possivelmente 2 500 homens. Cerial partiu então de sua base em Colônia Lindo (moderna Lincoln, que ficava a aproximadamente 180 quilômetros de distância, uma marcha que, seguindo pela estrada romana que ligava Camuloduno a Durovigto (moderna Godmanchester, Cambridgeshire), levaria cerca de 3 dias.
Porém, os legionários chegaram tarde demais para salvar a colônia. As tribos britanas haviam arregimentado uma força considerável quando Cerial e a nona chegaram; os legionários foram completamente sobrepujados e derrotados. Tácito afirma que a infantaria inteira foi aniquilada e apenas Cerial e sua cavalaria conseguiram recuar para um acampamento fortificado. Segundo George Patrick Welch, "no contato inicial e nas subsequentes ações de retaguarda, ele perdeu cerca de 2 000 homens ou dois-terços de sua força de infantaria".
Apesar da importância do evento, não existem registros detalhados desta batalha. Até mesmo o local onde ela teria ocorrido é duvidoso e dois vilarejos ingleses reivindicam a honra (Great Wratting, em Suffolk, e Sturmer em Essex), separados por apenas cinco quilômetros um do outro.[carece de fontes?]

## Consequências
Os sobreviventes da batalha permaneceram na fortaleza perto de Camuloduno sob o comando de Cerial até que Suetônio Paulino foi ao encontro deles após sua vitória final na Batalha de Watling Street. Cerial foi reconvocado a Roma e a IX Hispana foi reforçada com legionários vindos da Germânia. Cerial retornou depois como governador da Britânia, em 71, e assumiu novamente o comando da IX em suas campanhas contra os brigantes. Por volta de 71, os legionários construíram uma nova fortaleza em Eboraco (Iorque), como revelam as estampas em telhas encontradas no local. A nona desaparece dos registros depois de 108 e há muita especulação sobre qual teria sido seu destino.[carece de fontes?]